# Військо суплементове
Військо суплементо́ве (пол. wojsko suplementowe, лат. supplementum — «людське поповнення, підкріплення») — скликали у Речі Посполитій з 1560-х років на випадок поважної загрози — війни, нападу татар. Воно складалось з професійних найманих вояків, які отримували платню із введених сеймом податків у воєводствах, тобто скликалось лише у окремих землях, яким безпосередньо загрожував напад. Шляхта Руського воєводства наполягала на сеймах на необхідності постійного утримання на їніх землях суплементового війська через турецько-татарську загрозу (1638, 1642, 1643, 1647 роки). Також через необхідність купівлі зброї, коней, спорядження, оплату почту платня була більшою, ніж у кварцяному війську, але у якому зазвичай був кращий вишкіл підрозділів.
Військо суплементове підлягало владі гетьманів. З 1652 року було об'єднане з кварцяним військом у військо компутове.